# Stany (przystanek kolejowy)
Stany – zamknięty przystanek kolejowy położony we wsi Stany w woj. lubuskim, w powiecie nowosolskim, w gminie Nowa Sól.